# Liste der Herrscher namens Konrad
Die untenstehenden Herrscher hießen Konrad. Eingetragen sind der Beginn und das Ende der Regentschaft.

## Konrad
- ???–906 Konrad der Ältere, Graf von Oberlahngau
- 944–953 Konrad der Rote, Herzog von Lothringen
- ???–948 Konrad Kurzbold, Graf des unteren Niederlahngaus
- 1087–1096 Konrad (III.) (HRR), römisch-deutscher Mitkönig (1087–1096) und König von Italien (1093–1098)
- 1183–1192 Konrad (Montferrat), Markgraf von Montferrat, König von Jerusalem (1192)
- 1156–1195 Konrad der Staufer, Pfalzgraf bei Rhein
- 1254–1268 Konradin von Hohenstaufen, Herzog von Schwaben
- 1546–1577 Konrad zu Castell, Graf von Castell

- Konrad das Kind ist Konrad II. (Bayern), Herzog von Bayern
- Konrad der Friedfertige ist Konrad III. (Burgund), König von Burgund
- Konrad der Große ist Konrad I. (Meißen), Markgraf von Meißen
- Konrad der Jüngere ist Konrad II. (Kärnten), Herzog von Kärnten
- Konrad Gumprecht (Bentheim-Limburg) (1585–1618), Graf von Bentheim-Limburg

### Konrad I.
- 911–918 Konrad I. (Ostfrankenreich), ostfränkischer König
- 982–997 Konrad I. (Schwaben), Herzog von Schwaben
- 1004–1011 Konrad I. (Kärnten), Herzog von Kärnten
- 1049–1053 Konrad I. (Bayern), Graf von Zütphen und Herzog von Bayern
- 1059–1086 Konrad I. (Luxemburg), Graf von Luxemburg
- 1083–1110 Konrad I. (Württemberg), Herr von Württemberg
- 1092 Konrad I. (Böhmen), Herzog von Böhmen
- 1137–1143 Konrad I. von Raabs, Burggraf von Nürnberg
- 1218–1260 Konrad I. (Nürnberg), Burggraf von Nürnberg
- 1116–1168 Konrad I. (Peilstein), Graf von Tengling-Peilstein
- 1122–1152 Konrad I. (Zähringen), Herzog von Zähringen
- 1130–1156 Konrad I. (Meißen), Markgraf von Meißen der Große
- 1159–1178 Konrad I. (Schlesien), Herzog von Schlesien
- 1219–1249 Konrad I. (Teck), Herzog
- 1266–1304 Konrad I. (Brandenburg), Markgraf von Brandenburg
- 1153–1159 Konrad I. (Meranien), Herzog
- 1237–1264 Konrad I. (Rietberg), Graf von Rietberg
- 1241–1243 Konrad I. (Polen), Großherzog von Polen
- 1237–1271 Konrad I. (Freiburg), Graf
- 13. Jh.–1307 Konrad I. vom Graben, Edelmann in Graz
- 1315–1347 Konrad I. (Oldenburg), Graf von Oldenburg
- 1320–1366 Konrad I. (Oels), Herzog von Oels

- Konrad I. von Bayern ist: Kaiser Konrad II. (HRR)

### Konrad II.
- 1027–1039 Konrad II. (HRR), römisch-deutscher Kaiser
- 1036–1039 Konrad II. (Kärnten), Herzog von Kärnten der Jüngere
- 1054–1055 Konrad II. (Bayern), Herzog von Bayern
- 1110–1143 Konrad II. (Württemberg), Herr von Württemberg
- 1130–1136 Konrad II. (Luxemburg), Graf von Luxemburg
- 1155–1195 Konrad II. (Peilstein), Graf von Tengling-Peilstein
- 1159–1182 Konrad II. (Meranien), Herzog
- 1160–1191 Konrad II. von Raabs, Burggraf von Nürnberg
- 1172–1196 Konrad II. (Schwaben), Herzog
- 1190–1210 Konrad II. (Lausitz), Markgraf der Lausitz
- 1231–1261 Konrad II. (Rüdenberg), Burggraf von Stromberg
- ab 1264 Konrad II. (Czersk), Fürst in Masowien
- 1249–1292 Konrad II. (Teck), Herzog
- 1252–1273 Konrad II. (Schlesien), Herzog von Glogau
- 1282–1313 Konrad II. (Rietberg), Graf von Rietberg
- 1316–1350 Konrad II. (Freiburg), Graf
- 1342–1401 Konrad II. (Oldenburg), Graf von Oldenburg
- 1366–1403 Konrad II. (Oels), Herzog von Oels

### Konrad III/…
- 937–993 Konrad III. (Burgund), König von Burgund der Friedfertige
- 1057–1061 Konrad III. (Kärnten), Herzog von Kärnten
- 1138–1152 Konrad III. (HRR), römisch-deutscher König
- 1189–1191 Konrad III. Otto, Herzog von Böhmen
- 1292–1329 Konrad III. (Teck), Herzog
- 1347–1365 Konrad III. (Rietberg), Graf von Rietberg
- 1403–1412 Konrad III. (Oels), Herzog von Oels
- (* um 1448; † 1503), Konrad III. (Masowien), Herzog in Masowien
- ????–1506 Konrad III. (Tübingen-Lichteneck) (1449–1506), Graf von Tübingen, Herr zu Lichteneck
- Konrad III. (Freiburg) (1372–1424), Titular-Graf von Freiburg, Graf von Neuenburg und Herr von Badenweiler
- 1250–1254 Konrad IV. (HRR), römisch-deutscher König
- 12??–1279 Konrad IV. (Oettingen), Graf von Oettingen
- 1316–1352 Konrad IV. (Teck), Herzog
- 1389–1428 Konrad IV. (Rietberg), Graf von Rietberg
- ????–1569 Konrad IV. (Tübingen-Lichteneck), Graf von Tübingen, Herr zu Lichteneck und Limburg
- 1412–1417 Konrad IV. (Oels), Herzog Senior
- 1361–1386 Konrad V. (Teck) Herzog von Teck
- 1412–1439 Konrad V. (Oels), Herzog von Oels der Kanthner
- 1428–1472 Konrad V. (Rietberg), Graf von Rietberg
- 1450–1471 Konrad VIII. (Oels), Herzog von Oels der Junge
- 1450–1471 Konrad IX. (Oels), Herzog von Oels der Schwarze
- ????–1448 Konrad IX. (Weinsberg), Herr von Weinsberg
- 1471–1492 Konrad X. (Oels), Herzog von Oels der junge Weiße

## Kirchliche Herrscher
- 1316–1326 Konrad (Olmütz), Bischof von Olmütz
- 934–975 Konrad von Konstanz, Bischof von Konstanz
- 1150–1171 Konrad I. (Worms), Bischof von Worms
- 1164–1172 Konrad I. von Riddagshausen, Bischof von Lübeck
- 1171–1192 Konrad II. (Worms) (auch: Konrad von Sternberg; † 1192), Bischof von Worms
- 1190–1202 Konrad von Hüneburg, Bischof von Straßburg
- 1202–1203 Konrad von Ergersheim, Bischof von Bamberg
- 1201–1209 Konrad von Krosigk, Bischof von Halberstadt
- 1200–1216 Konrad von Rodank, Bischof von Brixen
- 1210–1211 Konrad I. Garrar, Propst des Klosterstifts Berchtesgaden
- Konrad (Abt) († nach 1256), Abt von Kloster Wettingen
- 1238–1261 Konrad von Hochstaden, Erzbischof von Köln und Kurfürst
- 1279–1292 Konrad von Himberg, Bischof von Chiemsee
- 1288–1291 Konrad von Gundelfingen, Gegenabt von St. Gallen
- 1320–1353 Konrad von Lustnau, Abt des Zisterzienserklosters Bebenhausen
- 1391–1393 Konrad von Wallenrode, Hochmeister des Deutschen Ordens
- 1393–1407 Konrad von Jungingen, Hochmeister des Deutschen Ritterordens und Herrscher des Ordensstaates

- 1106–1147 Konrad I. von Abenberg, Fürsterzbischof von Salzburg
- 1161–1165, 1183–1200 Konrad I. von Wittelsbach, Erzbischof von Mainz und Salzburg (1177–1183), Kurfürst
- 1134–1142 Konrad von Querfurt, Fürsterzbischof von Magdeburg
- 1153–1171 Konrad I. von Morsbach, Fürstbischof von Eichstätt
- 1227–1238 Konrad I. von Velber, Fürstbischof von Osnabrück
- 1126–1132 Konrad I. von Raitenbuch, Bischof von Regensburg
- 1240–1258 Konrad I. von Wallhausen, Bischof von Meißen
- 1284–1299 Konrad I. von Lebus, Bischof von Lebus
- 1178–1180 Konrad I. (Ebrach), Abt von Ebrach
- 1316–1318 Konrad I. Zobel, Abt von Münsterschwarzach

- 1164–1168 Konrad II. von Babenberg, Erzbischof von Salzburg
- 1317 Konrad II. (Münsterschwarzach), Abt von Münsterschwarzach
- 1167–1185 Konrad II. von Raitenbuch, Bischof von Regensburg
- 1200–1224 Konrad III. von Scharfenberg, war Bischof von Speyer und Metz sowie Kanzler des Heiligen Römischen Reiches.
- 1221–1246 Konrad II. von Riesenberg, Bischof von Hildesheim
- 1266–1277 Konrad II. von Sternberg, Fürsterzbischof von Magdeburg
- 1540–1551 Konrad II. Hartmann, Abt von Ebrach
- 1393–1417 Konrad II. (Waldsassen), Abt des Klosters Waldsassen
- 1397–1406 Konrad II. Torer von Törlein, Bischof von Lavant
- 1519–1540 Konrad II. von Thüngen, Fürstbischof von Würzburg
- 1186–1204 Konrad III. von Laichling, Bischof von Regensburg
- 1221–1249 Konrad III. von Malkos, Fürstabt des Klosters Fulda
- 1339–1342 Konrad III. (Münsterschwarzach), Abt von Münsterschwarzach
- 1273–1299 Konrad III. von Lichtenberg, Bischof von Straßburg
- 1314–1322 Konrad III. der Sendlinger, Bischof von Freising
- 1400–1407 Konrad III. von Soltau, Bischof von Verden
- 1540–1544 Konrad III. von Bibra, Fürstbischof von Würzburg
- 1317–1324 Konrad IV. (Cammin) († 1324), Bischof von Cammin
- 1291–1312 Konrad IV. von Fohnsdorf, Erzbischof von Salzburg
- 1324–1340 Konrad IV. von Klingenberg, Bischof von Freising
- 1374–1377 Konrad IV. von Maienfels, Abt von Murrhardt und Abt von Münsterschwarzach
- 1319–1329 Konrad IV. von Schöneck, Bischof von Worms
- 1233–1236 Konrad IV. von Tann, Fürstbischof von Speyer
- 1411–1412 Konrad von Hebenstreit, Konrad V. von Hebenstreit, Bischof von Freising
- 1431–1443 Konrad von Reisberg, Bischof von Seckau
- 1417–1447 Konrad von Oels, Bischof von Breslau
- ????–1227 Konrad von Urach, Kardinalbischof und Kardinallegat in Frankreich und Deutschland
- 1237–1245 Konrad V. von Eberstein, Fürstbischof von Speyer
- 1482–1508 Konrad IV. von Rietberg, Bischof von Osnabrück und von Münster
- 1429–1431 Konrad V. Geyer, Abt von Münsterschwarzach
- 1368–1381 Konrad VI. von Haimberg, Bischof von Regensburg und Fürstbischof des Hochstiftes Regensburg

## Ohne Einordnung
- bis 948 Konrad von Niederlahngau, Graf (Existenz)
- Konrad II. von Wassel